# Bills, Bills, Bills
Bills, Bills, Bills – pierwszy singiel z drugiego albumu grupy Destiny’s Child zatytułowanego The Writing's on the Wall. Piosenka została napisana przez Kevina Briggsa, Kandi Burruss, Beyoncé Knowles, LeToyę Luckett i Kelly Rowland.
"Bills, Bills, Bills” debiutowała na 84. miejscu listy Billboardu, by po pięciu tygodniach znaleźć się na szczycie. Pierwsze miejsce okupowała przez tydzień, z kolei w samym zestawieniu pozostawała przez 20 tygodni. Był to pierwszy singel grupy, który dotarł do pierwszego miejsca w liście Billboardu (Billboard Hot 100 chart).
W Wielkiej Brytanii singiel sprzedał się w 165 000 egzemplarzach.
Teledysk do „Bills, Bills, Bills” wyreżyserował Darren Grant.

## Lista utworów

### US Single
12” Promo
Side A
1. „Bills, Bills, Bills” (Maurice's Xclusive Livegig Mix) – 7:12
2. „Bills, Bills, Bills” (Maurice's Xclusive Dub Mix) – 8:03

Side B
1. „Bills, Bills, Bills” (Digital Black-N-Groove Mix) – 7:22
2. „Bills, Bills, Bills” (Album Version) – 4:16

12” Single
Side A
1. „Bills, Bills, Bills” (Album Version) – 4:16
2. „Bills, Bills, Bills” (Digital Black-N-Groove Club Mix) – 7:16
3. „Bills, Bills, Bills” (A Capella) – 4:00

Side B
1. „Bills, Bills, Bills” (Maurice's Xclusive Livegig Mix) – 7:33
2. „Bills, Bills, Bills” (Maurice's Xclusive Dub Mix) – 8:04

CD Maxi-Single
1. „Bills, Bills, Bills” (Album Version) – 4:16
2. „Bills, Bills, Bills” (Digital Black-N-Groove Club Mix) – 7:07
3. „Bills, Bills, Bills” (A Capella) – 4:02
4. „Bills, Bills, Bills” (Maurice's Xclusive Livegig Mix) – 7:34
5. „Bills, Bills, Bills” (Maurice's Xclusive Dub Mix) – 8:03

### UK Single
CD Maxi-Single
1. „Bills, Bills, Bills” – 4:16
2. „Bills, Bills, Bills” (I Can't Go For That Remix) – 3:57
3. „No, No, No” (Part II) (featuring Wyclef Jean) – 3:30

### France Single
12” Single
Side A
1. „Bills, Bills, Bills” – 4:16
2. „I Can't Go For That” (Bills, Bills, Bills Remix) – 3:57

Side B
1. „I Can't Go For That” (Bills, Bills, Bills Remix – Radio Edit) – 3:38
2. „I Can't Go For That” (Bills, Bills, Bills Remix – W/O Rap) – 3:22

CD Single
1. „Bills, Bills, Bills” – 4:16
2. „I Can't Go For That” (Bills, Bills, Bills Remix) (Radio Edit) – 3:38

### Austria Single
CD Maxi-Single
1. „Bills, Bills, Bills” – 4:16
2. „I Can't Go For That” (Bills, Bills, Bills Remix) (Radio Edit) – 3:38
3. „I Can't Go For That” (Bills, Bills, Bills Remix) – 3:57
4. „No, No, No” (Part I) – 4:07
5. „With Me” (Part II) – 4:14

## Formaty i remiksy
„Bills, Bills, Bills” (Radio Edit)
„Bills, Bills, Bills” (Acapella)
„Bills, Bills, Bills” (#1's Edit)
„Bills, Bills, Bills” (Jonathan Coulton)
„Bills, Bills, Bills” (Instrumental)
„Bills, Bills, Bills” (Ben Jay Remix)
„Bills, Bills, Bills” (Digital Black-N-Groove Club Mix Instrumental)
„Bills, Bills, Bills” (Digital Black-N-Groove Club Mix)
„Bills, Bills, Bills” (Digital Black-n-Groove Club Radio Remix)
„Bills, Bills, Bills” (DJ Def Club's Xclusive Mix)
„Bills, Bills, Bills” (Maurice's Xclusive Dub Mix)
„Bills, Bills, Bills” (Maurice's Xclusive Livegig Mix)
„Bills, Bills, Bills” (Maurice's Xclusive Mix)
„Bills, Bills, Bills” (UK Garage Mix)
„Bills, Bills, Bills” (D'n'D 2-Step Mix)
„I Can't Go For That” ('BBB' Trackmasters Remix Radio Edit) (feat Jazz-Ming & Sporty Thievz)
„I Can't Go For That” ('BBB' Trackmasters Remix) (feat Jazz-Ming & Sporty Thievz)
„I Can't Go For That” ('BBB' Trackmasters Remix Acapella) (feat Jazz-Ming & Sporty Thievz)
„I Can't Go For That” ('BBB' Trackmasters Remix Instrumental)

## Pozycje na listach przebojów
| Lista (1999)                    | Najwyższa pozycja |
| ------------------------------- | ----------------- |
| Australian ARIA Singles Chart   | 26                |
| Canadian Singles Chart          | 9                 |
| France Singles Chart            | 20                |
| German Singles Chart            | 19                |
| Irish Singles Chart             | 17                |
| New Zealand RIANZ Singles Chart | 12                |
| Swedish Singles Chart           | 30                |
| UK Singles Chart                | 6                 |
| US Billboard Hot 100            | 1                 |